# 8549 Alcide
8549 Alcide è un asteroide della fascia principale. Scoperto nel 1994, presenta un'orbita caratterizzata da un semiasse maggiore pari a 2,4371960 UA e da un'eccentricità di 0,1842345, inclinata di 1,87426° rispetto all'eclittica.